# Teki-Teki
Teki-Teki ist eine osttimoresische Aldeia im Sucos Bairro Pite (Verwaltungsamt Dom Aleixo, Gemeinde Dili). 2015 lebten in Teki-Teki 321 Menschen.

## Lage
Teki-Teki liegt im Norden des Sucos Bairro Pite, im Stadtteil Hudilaran (deutsch Bananenhain). Entlang der Südgrenze verläuft die Avenida de Hudi-Laran. Gegenüber befinden sich die Aldeias Hale Mutin und Rainain. Westlich von Teki-Teki liegt die Aldeia Bita-Ba, nördlich die Aldeias Andevil und Licarapoma und östlich die Aldeia Frecat.